# 波皮蓋河
波皮蓋河是俄羅斯的河流，位於克拉斯諾亞爾斯克邊疆區，最終注入哈坦加灣，河道全長532公里，流域面積50,300平方公里，在每年10月開始結冰，直至翌年6月。此河流经波皮盖陨石坑。